# World Games 2017/Teilnehmer (Ecuador)
| Gelbes Symbol für Goldmedaillen mit stilisierten Olympischen Ringen | Graues Symbol für Silbermedaillen mit stilisierten Olympischen Ringen | Braundes Symbol für Bronzemedaillen mit stilisierten Olympischen Ringen |
| ------------------------------------------------------------------- | --------------------------------------------------------------------- | ----------------------------------------------------------------------- |
| —                                                                   | —                                                                     | —                                                                       |

Ecuador nahm an den World Games 2017 in Breslau teil. Die Delegation Ecuadors bestand aus 13 Athleten.

## Teilnehmer nach Sportarten

### Inline-Speedskating

#### Bahn
| Athleten                       | Wettbewerb           | Qualifikation | Qualifikation | Viertelfinale    | Viertelfinale    | Halbfinale       | Halbfinale       | Finale           | Finale           | Rang             |
| Athleten                       | Wettbewerb           | Zeit          | Rang          | Zeit             | Rang             | Zeit             | Rang             | Zeit/Punkte      | Rang             | Rang             |
| ------------------------------ | -------------------- | ------------- | ------------- | ---------------- | ---------------- | ---------------- | ---------------- | ---------------- | ---------------- | ---------------- |
| Frauen                         |                      |               |               |                  |                  |                  |                  |                  |                  |                  |
| Íngrid Factos                  | 300 m Zeitfahren     | 27,183 s      | 10            | –                | –                | –                | –                | disqualifiziert  | disqualifiziert  | disqualifiziert  |
| Íngrid Factos                  | 500 m Sprint         | –             | –             | 45,286 s         | 3                | ausgeschieden    | ausgeschieden    | ausgeschieden    | ausgeschieden    | ausgeschieden    |
| Íngrid Factos                  | 1000 m Sprint        | –             | –             | 1:29,529 min     | 2                | 1:29,991 min     | 8                | 1:33,040 min     | 7                | 7                |
| Männer                         |                      |               |               |                  |                  |                  |                  |                  |                  |                  |
| Jorge David Bolanos Villacorte | 1000 m Sprint        | –             | –             | nicht angetreten | nicht angetreten | nicht angetreten | nicht angetreten | nicht angetreten | nicht angetreten | nicht angetreten |
| Jorge David Bolanos Villacorte | 10000 m Punkterennen | –             | –             | –                | –                | –                | –                | 5 Punkte         | 6                | 6                |
| Jorge David Bolanos Villacorte | 15000 m Rennen       | –             | –             | –                | –                | –                | –                | ausgeschieden    | ausgeschieden    | ausgeschieden    |

#### Straße
| Athleten                       | Wettbewerb           | Qualifikation | Qualifikation | Viertelfinale | Viertelfinale | Halbfinale    | Halbfinale    | Finale          | Finale          | Rang            |
| Athleten                       | Wettbewerb           | Zeit          | Rang          | Zeit          | Rang          | Zeit          | Rang          | Zeit/Punkte     | Rang            | Rang            |
| ------------------------------ | -------------------- | ------------- | ------------- | ------------- | ------------- | ------------- | ------------- | --------------- | --------------- | --------------- |
| Frauen                         |                      |               |               |               |               |               |               |                 |                 |                 |
| Íngrid Factos                  | 200 m Zeitfahren     | 19,469 s      | 5             | –             | –             | –             | –             | 19,551 s        | 11              | 11              |
| Íngrid Factos                  | 500 m Sprint         | 54,460 s      | 2             | 47,937 s      | 3             | ausgeschieden | ausgeschieden | ausgeschieden   | ausgeschieden   | ausgeschieden   |
| Männer                         |                      |               |               |               |               |               |               |                 |                 |                 |
| Franco Geancarlo               | 200 m Zeitfahren     | 18,253 s      | 15            | –             | –             | –             | –             | ausgeschieden   | ausgeschieden   | ausgeschieden   |
| Franco Geancarlo               | 500 m Sprint         | 44,725 s      | 3             | ausgeschieden | ausgeschieden | ausgeschieden | ausgeschieden | ausgeschieden   | ausgeschieden   | ausgeschieden   |
| Renato Campana                 | 500 m Sprint         | 45,219 s      | 2             | 44,362 s      | 4             | ausgeschieden | ausgeschieden | ausgeschieden   | ausgeschieden   | ausgeschieden   |
| Renato Campana                 | 10000 m Punkterennen |               |               |               |               |               |               | disqualifiziert | disqualifiziert | disqualifiziert |
| Jorge David Bolanos Villacorte | 10000 m Punkterennen | –             | –             | –             | –             | –             | –             | 4 Punkte        | 5               | 5               |
| Franco Geancarlo               | 10000 m Punkterennen | –             | –             | –             | –             | –             | –             | 0 Punkte        | ausgeschieden   | ausgeschieden   |
| Jorge David Bolanos Villacorte | 20000 m Rennen       | –             | –             | –             | –             | –             | –             | ausgeschieden   | ausgeschieden   | ausgeschieden   |
| Renato Campana                 | 20000 m Rennen       | –             | –             | –             | –             | –             | –             | ausgeschieden   | ausgeschieden   | ausgeschieden   |

### Kraftdreikampf
| Athleten           | Wettbewerb         | Kniebeugen (kg) | Bankdrücken (kg) | Kreuzheben (kg) | Gesamt (kg) | Punkte | Rang |
| ------------------ | ------------------ | --------------- | ---------------- | --------------- | ----------- | ------ | ---- |
| Frauen             |                    |                 |                  |                 |             |        |      |
| Vilma Ochoa Vargas | Mittelgewicht      | 212,5           | 105,0            | 187,5           | 505,0       | 616,91 | 4    |
| Kenia Monserrate   | Mittelgewicht      | 207,5           | 107,5            | 195,0           | 510,0       | 590,27 | 8    |
| Johanna Aguinaga   | Schwergewicht      | 195,0           | 155,0            | 175,0           | 525,0       | 550,88 | 9    |
| Männer             |                    |                 |                  |                 |             |        |      |
| Franklin León      | Superschwergewicht | 280,0           | 177,5            | 235,0           | 692,5       | 597,49 | 5    |

### Sportklettern
| Athleten     | Wettbewerb    | Qualifikation | Qualifikation | Viertelfinale | Viertelfinale | Halbfinale    | Halbfinale    | Finale        | Finale        | Rang          |
| Athleten     | Wettbewerb    | Ergebnis      | Rang          | Gegner        | Ergebnis      | Gegner        | Ergebnis      | Gegner        | Ergebnis      | Rang          |
| ------------ | ------------- | ------------- | ------------- | ------------- | ------------- | ------------- | ------------- | ------------- | ------------- | ------------- |
| Frauen       |               |               |               |               |               |               |               |               |               |               |
| Andrea Rojas | Speedklettern | 8,85 s        | 10            | ausgeschieden | ausgeschieden | ausgeschieden | ausgeschieden | ausgeschieden | ausgeschieden | ausgeschieden |

### Tanzen

#### Salsa
| Athleten                                                       | 1. Runde | 1. Runde | Redance | Redance | Halbfinale | Halbfinale | Finale | Finale | Rang |
| Athleten                                                       | Punkte   | Rang     | Punkte  | Rang    | Punkte     | Rang       | Punkte | Rang   | Rang |
| -------------------------------------------------------------- | -------- | -------- | ------- | ------- | ---------- | ---------- | ------ | ------ | ---- |
| Paar                                                           |          |          |         |         |            |            |        |        |      |
| Jessica Estesania Valencia Nevada Jose Antonio Romero Martinez | 32,08    | 3        | –       | –       | 32,67      | 4          | 33,50  | 6      | 6    |

#### Standard Tänze
| Athleten                          | 1. Runde | 1. Runde | 1. Runde      | 1. Runde     | 1. Runde  | Redance | Redance | Redance       | Redance      | Redance   | Halbfinale    | Halbfinale    | Halbfinale    | Halbfinale    | Halbfinale    | Rang |
| Athleten                          | Walzer   | Tango    | Wiener Walzer | Slow Foxtrot | Quickstep | Walzer  | Tango   | Wiener Walzer | Slow Foxtrot | Quickstep | Walzer        | Tango         | Wiener Walzer | Slow Foxtrot  | Quickstep     | Rang |
| --------------------------------- | -------- | -------- | ------------- | ------------ | --------- | ------- | ------- | ------------- | ------------ | --------- | ------------- | ------------- | ------------- | ------------- | ------------- | ---- |
| Paar                              |          |          |               |              |           |         |         |               |              |           |               |               |               |               |               |      |
| Camila Arboleda Christopher Mejia | 24       | 24       | 23            | 24           | 24        | 11      | 11      | 11            | 12           | 11        | ausgeschieden | ausgeschieden | ausgeschieden | ausgeschieden | ausgeschieden | 21   |